# Koszykarski Klub Sportowy Kotwica Kołobrzeg
Il K.K.S. Kotwica Kołobrzeg è una società cestistica avente sede a Kołobrzeg, in Polonia. Fondata nel 1946, gioca nel campionato polacco.

## Palmarès
- Coppa di Polonia: 1

2009